# Lepechinella ultraabyssalis
Lepechinella ultraabyssalis is een vlokreeftensoort uit de familie van de Atylidae. De wetenschappelijke naam van de soort is voor het eerst geldig gepubliceerd in 1960 door Birstein & Vinogradov.